# Busch-Jaeger

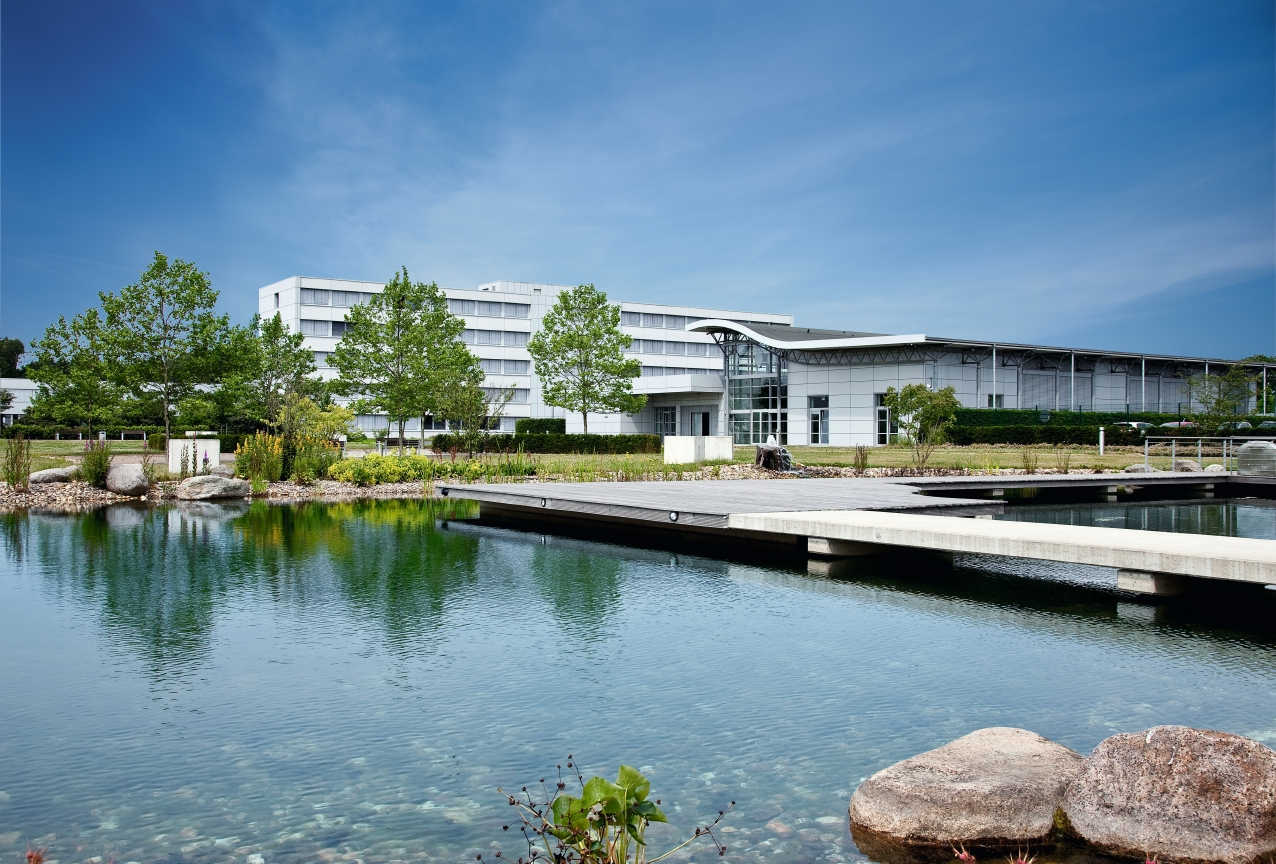
Betriebsgelände in Lüdenscheid

Aktie über 100 RM der Busch-Jaeger Lüdenscheider Metallwerke AG vom 1. Mai 1933

Busch-Jaeger Elektro GmbH ist ein Hersteller von Elektroinstallationstechnik und gehört zur ABB-Gruppe.

## Geschichte
1879 gründeten Hans-Curt Jaeger und sein Bruder Georg in Lüdenscheid eine Metallwarenfabrik.
1926 entstand das Unternehmen Vereinigte elektrotechnische Fabriken F.W. Busch und Gebr. Jaeger AG durch den Zusammenschluss der F. W. Busch AG mit Gebr. Jaeger. 1953 fusionierten die Vereinigten elektrotechnischen Fabriken mit der Dürener Metallwerke AG zur „Busch-Jaeger Dürener Metallwerke AG“.
1969 erhielt der Elektrobereich unter dem Dach der Brown, Boveri & Cie. seinen heutigen Namen Busch-Jaeger Elektro GmbH. 1974 wurden die inzwischen in eigenständige GmbHs umgewandelten Metallwerke in Lüdenscheid und Düren veräußert und die Muttergesellschaft in Busch-Jaeger Gesellschaft für Industriebeteiligungen AG umbenannt.
Das in Schalksmühle gegründete Unternehmen ist nach eigenen Angaben Marktführer für Elektro- und Installationstechnik in Deutschland und exportiert in mehr als 60 Länder weltweit. Produziert wird an den zwei Standorten Lüdenscheid und Bad Berleburg-Aue.
Ehemalige Fabrikstandorte befanden sich in Lüdenscheid in der Gartenstraße und Hochstraße, des Weiteren existierte ein Lager im Gewerbegebiet Ramsloh.

## Produkte
Das Sortiment umfasst im Wesentlichen Elektroinstallationsgeräte und reicht von Schaltern, Steckdosen, Sondersteckvorrichtungen, Reiheneinbaugeräten (REG), Dimmern und Bewegungsmeldern bis zu elektronischen Produkten nach KNX-Standard (Busch-Installationsbus, Busch-Powernet) oder auch dem Smart Home System Busch-free@home. Zudem bietet Busch-Jaeger Türkommunikations-Systeme und Elektronik für die Gebäudeautomation. Das Angebot umfasst rund 6.000 Elektroinstallationsprodukte.
Im Jahr 2012 wurden Produkte von Busch-Jaeger mit 15 Designpreisen ausgezeichnet, darunter der red dot design award.
Im Jahr 2016 wurde Busch-Jaeger in der Kategorie „Industry Excellence in Branding“ mit dem German Brand Award 2016 ausgezeichnet.